# Holzgauer Wetterspitze

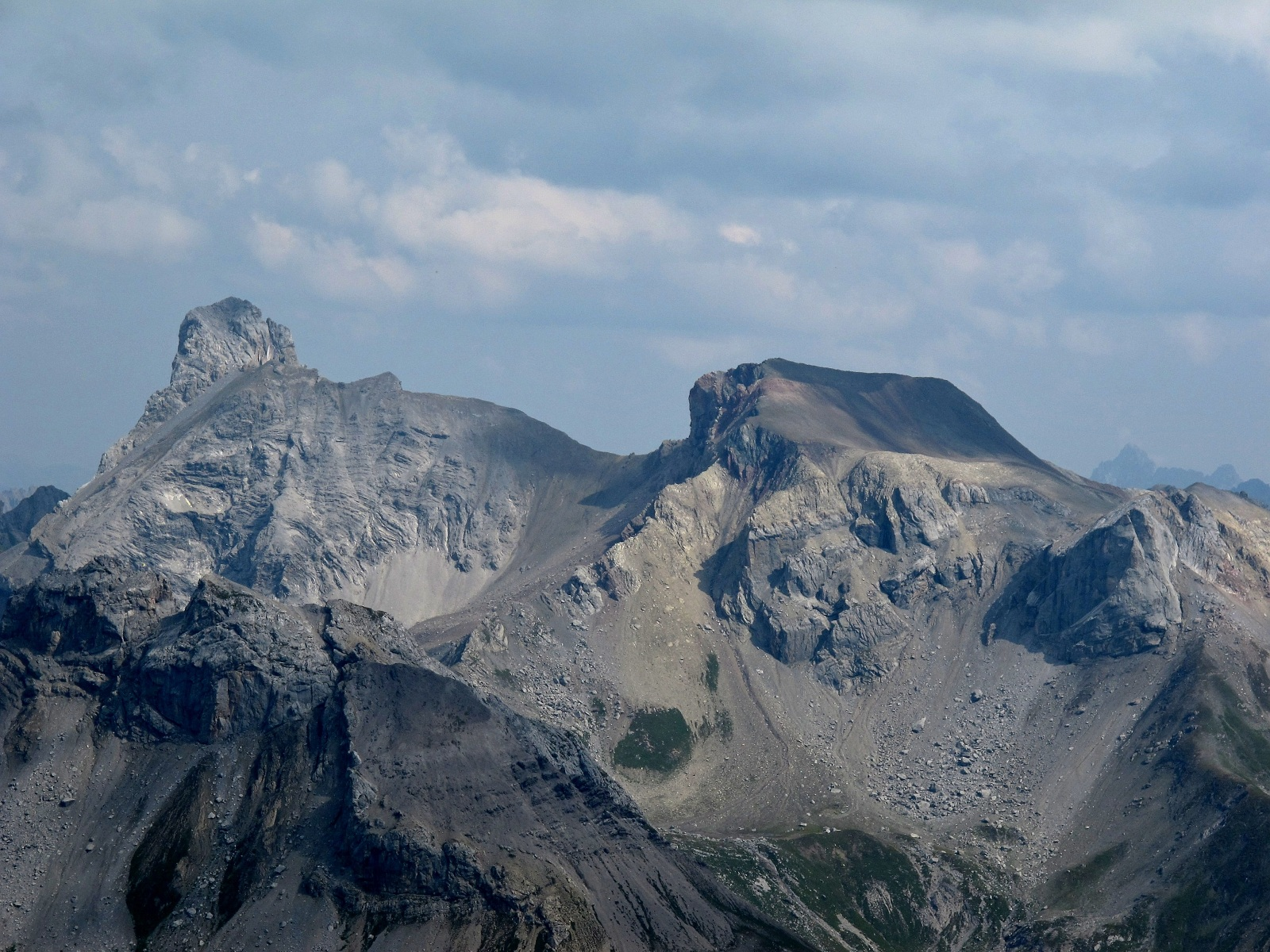
De Holzgauer Wetterspitze (links) en de Feuerspitze (rechts) vanuit het zuidwesten

De Holzgauer Wetterspitze is een 2895 meter hoge bergtop in de Lechtaler Alpen in de Oostenrijkse deelstaat Tirol.
De bergtop wordt ook wel Lechtaler Wetterspitze genoemd. Deze naam wordt thans gemeden vanwege de tevens in de Lechtaler Alpen gelegen Namloser Wetterspitze, een 2553 meter hoge bergtop die meer naar het noordoosten gelegen is.
De Holgauer Wetterspitze ligt bij Kaisers en heeft een puntige top, die 500 meter loodrecht naar beneden valt. Het is de op vijf na hoogste top van de Lechtaler Alpen. De Holzgauer Wetterspitze bestaat uit hard triassisch kalkgesteente.
De berg ligt net ten oosten en boven van de Simmshütte aan het einde van het Sulzeltal. De top bevindt zich hemelsbreed zeven kilometer ten zuiden van Holzgau in het Lechtal en vijf kilometer ten oosten van Kaisers. Buurtoppen zijn de Etlerkopf (2693 meter), gescheiden van de Wetterspitze door de Schafscharte, in het noorden, de Fallenbacherspitze (2723 meter) in het zuidoosten en de Feuerspitze (2852 meter) in het zuiden.
De makkelijkste route voert vanaf de Simmshütte op 2002 meter hoogte over de Fallenbacherjoch (2753 meter) en de zuidkam in tweeënhalf uur naar de top. De top is ook vanuit Kaisers (1518 meter) door het Kaisertal en de Fallenbacherjoch in vijf uur te bereiken.